# 1000 km di Buenos Aires
La 1000 km di Buenos Aires è stata una gara automobilistica di durata, che si disputava nel circuito di Buenos Aires, in Argentina. La competizione si disputò soprattutto nel circuito Autódromo Oscar Alfredo Gálvez, tranne che nel 1957 dove fu ospitata sul circuito di Costanera. Oltre a una singola gara a Caracas, Venezuela, fu l'unica gara in tutto il Sud America a essere disputata nel Campionato Mondiale Sportprototipi.

## Albo d'oro
| Anno             | Piloti                                         | Team                      | Auto                                | Tempo         | Circuito            |
| ---------------- | ---------------------------------------------- | ------------------------- | ----------------------------------- | ------------- | ------------------- |
| 1954             | Nino Farina Umberto Maglioli                   | Scuderia Ferrari          | Ferrari 375 Plus Pininfarina Spyder | 6:41:50.800   | 9.5 km              |
| 1955             | Enrique Saenz Valiente José María Ibáñez       |                           | Ferrari 375 Plus                    | 6:35:15.400   | 17.1 km             |
| 1956             | Stirling Moss Carlos Menditeguy                | Officine Alfieri Maserati | Maserati 300S                       | 6:29:37.900   | 9.5 km              |
| 1957             | Masten Gregory Eugenio Castellotti Luigi Musso | Scuderia Temple Buell     | Ferrari 290 MM Spider               | 6:10:29.900   | 10.2 km (Costanera) |
| 1958             | Peter Collins Phil Hill                        | Scuderia Ferrari          | Ferrari 250 TR58                    | 6:19:55.400   | 9.5 km              |
| 1959             | Non disputata                                  | Non disputata             | Non disputata                       | Non disputata | Non disputata       |
| 1960             | Phil Hill Cliff Allison                        | Scuderia Ferrari          | Ferrari 250 TR59/60 Fantuzzi Spider | 6:17:12.100   | 9.5 km              |
| dal 1961 al 1969 | Non disputata                                  | Non disputata             | Non disputata                       | Non disputata | Non disputata       |
| 1970             | Henri Pescarolo Jean-Pierre Beltoise           | Equipe Matra              | Matra MS630/650                     |               | 6.1 km              |
| 1971             | Derek Bell Jo Siffert                          | J.W. Automotive           | Porsche 917K                        | 5:25:25.940   | 6.1 km              |
| 1972             | Ronnie Peterson Tim Schenken                   | SpA Ferrari SEFAC         | Ferrari 312 PB                      | 5:45:58.220   | 6.0 km              |

1. ↑  Gara disputata al di fuori dei Campionati